# Paul Anspach
Paul Anspach (ur. 1 kwietnia 1882 w Zwijndrecht, zm. 28 sierpnia 1981 w Brukseli) – belgijski szermierz żydowskiego pochodzenia. Wielokrotny medalista olimpijski.

## Kariera sportowa
Na igrzyskach olimpijskich w Londynie w 1908 roku zdobył brązowy medal w szpadzie drużynowej. Anspach był jednym z belgijskich szpadzistów, którzy zdominowali tę konkurencję na igrzyskach olimpijskich w Sztokholmie w 1912 roku. Drużyna belgijska nie tylko wygrała pod wodzą Anspacha turniej drużynowy, lecz zdobyła złoty (Anspach) i brązowy medal (Philippe Le Hardy) w turnieju indywidualnym. Jednym z członków zespołu był kuzyn Paula, Henri Anspach. Funkcję kapitana drużyny belgijskiej Paul Anspach pełnił do 1928 roku. Zdobył jeszcze dwa srebrne medale w turniejach drużynowych szpadzistów: na igrzyskach olimpijskich w Atwerpii w 1920 roku i igrzyskach olimpijskich w Paryżu cztery lata później.

## Działalność organizacyjna
Anspach był także wpływowym działaczem w środowisku sportowym. Przyczynił się do założenia w 1906 roku Belgijskiego Komitetu Olimpijskiego i był jednym z założycieli Międzynarodowej Federacji Szermierczej (FIE) w 1913 roku. Pełnił tam funkcję sekretarza generalnego od 1920 roku, a w latach 1933–1939 i 1946–1950 pełnił urząd prezydenta federacji (na czas okupacji niemieckiej jej działalność została zawieszona).
W 1914 roku wraz z markizem Chasseloup-Laubat uwspółcześnił reguły szermierki olimpijskiej.
Anspach został jako pierwszy (w 1951 roku) uhonorowany nagrodą Taher Pacha Trophy, a w 1976 roku – srebrnym Orderem Olimpijskim.
Zmarł w wieku 99 lat.